# Elvira Sweet
Elvira Sweet (Amsterdam, 12 december 1957) is een Nederlandse politicus en bestuurder van Surinaamse afkomst.

## Loopbaan
Sweet studeerde pedagogiek aan de Vrije Universiteit Amsterdam. Daarvoor was zij lerares in Paramaribo. Verder werkte ze als sectorhoofd jongerenwerk acht jaar voor de welzijnsinstelling BZO in Amsterdam-Zuidoost, waarna ze manager werd bij stichting Amsterdam Thuiszorg in Amsterdam-Noord. 
Sweet kwam in 1998 voor de PvdA in de Amsterdamse gemeenteraad. Ze werd lid van de raadscommissies voor cultuur, voor telecommunicatie en lokale media en voor onderwijs. In 2002 werd Sweet voorzitter van het dagelijks bestuur van stadsdeel Amsterdam-Zuidoost, als opvolgster van Hannah Belliot die wethouder van Amsterdam werd. Ze was portefeuillehouder coördinatie sociaal-economische vernieuwing, economische zaken, arbeidsmarktbeleid, algemene zaken, veiligheid en communicatie. In 2006 werd ze herbenoemd.
Sweet stopte op 25 mei 2010 als voorzitter van stadsdeel Amsterdam Zuidoost. Zij werd opgevolgd door Marcel La Rose. In 2011 werd zij gedeputeerde in Noord-Holland. Na de Provinciale Statenverkiezingen in 2015 keerde zij niet terug in het college van Gedeputeerde Staten.
In 2017 werd zij benoemd in de raad van toezicht van politiek vormingscentrum ProDemos. Van beroep is zij nu adviseur en coach op het gebied van openbaar bestuur, zorg, onderwijs en cultuur. Tevens is zij mediator.